# Aleksandria Krzywowolska (gromada)
Aleksandria Krzywowolska – dawna gromada, czyli najmniejsza jednostka podziału terytorialnego Polskiej Rzeczypospolitej Ludowej w latach 1954–1972.
Gromady, z gromadzkimi radami narodowymi (GRN) jako organami władzy najniższego stopnia na wsi, funkcjonowały od reformy reorganizującej administrację wiejską przeprowadzonej jesienią 1954 do momentu ich zniesienia z dniem 1 stycznia 1973, tym samym wypierając organizację gminną w latach 1954–1972.
Gromadę Aleksandria Krzywowolska z siedzibą GRN w Aleksandrii Krzywowolskiej utworzono – jako jedną z 8759 gromad na obszarze Polski – w powiecie chełmskim w woj. lubelskim na mocy uchwały nr 7 WRN w Lublinie z dnia 5 października 1954. W skład jednostki weszły obszary dotychczasowych gromad Aleksandria Krzywowolska, Majdan Stary, Krzywowola i Zyngierówka ze zniesionej gminy Rejowiec oraz obszary dotychczasowych gromad Niemirów i Bieniów ze zniesionej gminy Staw w tymże powiecie. Dla gromady ustalono 12 członków gromadzkiej rady narodowej.
1 stycznia 1958 gromadę zniesiono, włączając jej obszar do gromad Zawadówka (wsie Majdan Stary, Klementynów, Niemirów i Zyngierówka oraz kolonie Aleksandria Krzywowolska, Tomaszówka, Bieniów i Felczyn) i Pawłów (wieś i kolonię Krzywowola) w tymże powiecie.